# Peter Robinson (pisarz)
Peter Robinson (ur. 17 marca 1950 w Leeds, zm. 4 października 2022) – angielski pisarz, autor bestsellerowej serii powieści kryminalnych, których bohaterem jest inspektor Alan Banks.

## Życiorys
Urodził się w Armley, przemysłowej dzielnicy Leeds. W 1974 na Uniwersytecie Leeds uzyskał bakalaureat w dziedzinie literatury. W tym samym roku przeniósł się do Kanady, gdzie kontynuował studia na Uniwersytecie Windsorskim. W 1975 otrzymał magisterium (MA) w zakresie języka angielskiego i pisarstwa. Jego promotorką była Joyce Carol Oates. W 1983 na Uniwersytecie York w Toronto uzyskał tytuł doktora (PhD) w dziedzinie jęz. angielskiego. W latach 1992–1993 wykładał w wyższych uczelniach Toronto oraz był pisarzem-rezydentem (ang.Writer-in-residence) na University of Windsor.
W 1987 opublikował pierwszą powieść o inspektorze policji angielskiej, melomanie, Alanie Banksie – Gallows View. Książka zdobyła dużą popularność wśród czytelników oraz uznanie krytyków, uzyskując nominacje do nagród literackich w Wielkiej Brytanii i Kanadzie. Następne książki z Banksem jako głównym bohaterem, których akcja rozgrywa się głównie na obszarze Yorkshire, stały się bestsellerami oraz zdobyły szereg wyróżnień. Robinson jest także autorem innych, niecyklicznych powieści kryminalnych. Pisze także opowiadania, nierzadko występuje w nich jego ulubiony protagonista – Banks.
Obecnie z żoną, prawniczką Sheilą Halladay, mieszka w Toronto, w nadmorskiej dzielnicy Beaches, corocznie jednak kilka miesięcy spędza w swojej angielskiej posiadłości w Richmond w North Yorkshire. W 2006 otrzymał zaproszenie do wstąpienia do The Detection Club, klubu najwybitniejszych angielskich autorów powieści detektywistycznych.

Pete Townshend (The Who): Peter Robinson to autor, któremu mogę zaufać. Gdyby nie pisarze jego pokroju, nie wiem, jak przeżyłbym osiemnaście miesięcy w trasie.

## Twórczość

### Powieści z Alanem Banksem
- Gallows View (1987)
- A Dedicated Man (1988)
- A Necessary End (1989)
- The Hanging Valley (1989)
- Past Reason Hated (1991)
- Wednesday’s Child (1992)
- Dry Bones That Dream lub Final Account (1994)
- Innocent Graves (1996) – wyd. pol. Groby niewinnych, Sonia Draga 2016, tłum. Alina Siewior-Kuś
- Dead Right lub Blood at the Root (1997)
- In a Dry Season (1999) – wyd. pol. W czas posuchy, Pol-Nordica 2004, tłum. Sylwia Twardo
- Cold is the Grave (2000) – wyd. pol. W mogile ciemnej, Pol-Nordica 2005, tłum. Sylwia Twardo
- Aftermath (2001) – wyd. pol. Kameleon, Sonia Draga 2013, tłum. Adam Olesiejuk
- The Summer that Never Was lub Close to Home (2003) – wyd. pol. Blisko domu, Sonia Draga 2015, tłum. Radosław Madejski
- Playing with Fire (2004) – wyd. pol. Podpalacz, Sonia Draga 2013, tłum. Paweł Cichawa
- Strange Affair (2005) – wyd. pol. Niebezpieczny romans, Sonia Draga 2015, tłum. Radosław Madejski
- Piece of My Heart (2006) – wyd. pol. Skrawek mego serca, Sonia Draga 2010, tłum. Maria Stadniczenko-Wróbel
- Friend of the Devil (2007) – wyd. pol. Przyjaciółka Diabła, Sonia Draga 2009, tłum. Maria Stadniczenko-Wróbel
- All the Colours of Darkness (2008)
- Bad Boy (2010) – wyd. pol. Niebezpieczny chłopak, Sonia Draga 2012, tłum. Marcin Roszkowski
- Watching the Dark (2012) – wyd. pol. Ukryte w mroku, Sonia Draga 2014, tłum. Adam Olesiejuk
- Children of the Revolution (2013) – wyd. pol. Dzieci rewolucji, Sonia Draga 2015, tłum. Paweł Korombel
- Abattoir Blues lub In the Dark Places (2014) – wyd. pol. Mroczne miejsca, Sonia Draga 2017, tłum. Katarzyna Petecka-Jurek
- When the Music's Over (2016) – wyd. pol. Kiedy ucichnie muzyka, Sonia Draga 2018, tłum. Zbigniew Kościuk
- Sleeping in the Ground (2017) – wyd. pol. Pod powierzchnią, Sonia Draga 2019, tłum. Paweł Cichawa
- Cereless Love (2018) – wyd. pol. Nieostrożna miłość, Sonia Draga 2020, tłum. Mikołaj Kluza
- Many Rivers to Cross (2019)
- Not Dark Yet (2021)
- Standing in the Shadows (2023)

### Inne publikacje
- Caedmon's Song lub The First Cut (1990)
- No Cure for Love (1995) – wyd. pol. Odrzucona miłość, Sonia Draga 2017, tłum. Zbigniew Kościuk
- Not Safe After Dark (1998) – opowiadania (w tym trzy o inspektorze Banksie)
- The Price of Love and Other Stories (2009) – opowiadania
- Before the Poison (2011) – wyd. pol. Trucicielka, Sonia Draga 2013, tłum. Jacek Mikołajczyk

## Ekranizacje
W 2010 brytyjska ITV rozpoczęła emisję serialu zrealizowanego na podstawie jego prozy, zatytułowanego: DCI Banks. Serial składał się z 32. odcinków, poprzedzonych pilotem i przedstawionych widzom w pięciu sezonach. Ostatni odcinek został wyemitowany w 2016. W roli inspektora Alana Banksa wystąpił Stephen Tompkinson.

## Nagrody
- 1992 Arthur Ellis Award (Past Reason Hated)
- 1997 Arthur Ellis Award (Innocent Graves)
- 1998 Macavity Award (Two Ladies of Rose Cottage – opowiadanie)
- 2000 Anthony Award (W czas posuchy)

Barry Award (W czas posuchy)
- 2001 Martin Beck Award – Svenska Deckarakademin (W czas posuchy)

Grand prix de littérature policière (W czas posuchy)
Arthur Ellis Award (W mogile ciemnej)
- 2005 Nagroda im. Palle Rosenkrantza (W mogile ciemnej)
- 2010 Derrick Murdoch Award
- 2012 Arthur Ellis Award (Before the Poison)
- 2018 Arthur Ellis Award (Sleeping in the Ground)